# Rimantas Daugelavičius
Rimantas Daugelavičius (* 27. Mai 1956 in Vilkiautinis, Rajongemeinde Varėna) ist ein litauischer Biochemiker.

## Leben
Nach dem Abitur 1974 an der 1. Mittelschule Druskininkai absolvierte er 1979 das Diplomstudium an der Vilniaus universitetas und 1987 promovierte am Institut für Biochemie zum Thema „Bakterinių ląstelių membranos potencialo ir bakteriofagų depoliarizuojančio poveikio tyrimai“. Ab 1998 lehrte er als Dozent und ab 2005 als Professor. Von 1979 bis 1988 war er wiss. Mitarbeiter am Lehrstuhl für Biochemie und Biophysik, von 1998 bis 2001 Dozent an der Vytauto Didžiojo universitetas, von 2000 bis 2003 am Lehrstuhl für Chemie an der Vilniaus Gedimino technikos universitetas. 
Seit 2010 ist er Vorsitzender des Litauischen Biochemikervereins.

## Bibliografie
- Ląstelės biologija, su kitais, 2004 m.
- Ląstelės molekulinė energetika, 2008 m.

## Auszeichnungen
- Sausio 13-osios atminimo medalis
- 2003-2004 Staatsstipendium
- 2007: Wissenschaftspreis Litauens